# Estação Guarulhos-Cecap
A Estação Guarulhos–Cecap é uma estação ferroviária pertencente a Linha 13–Jade da CPTM, que, em sua primeira fase, liga a Estação Engenheiro Goulart da Linha 12–Safira à Estação Aeroporto–Guarulhos. Posteriormente, a Linha 13 ligará o distrito de Bonsucesso, em Guarulhos, à Estação Chácara Klabin, das linhas 2–Verde e 5–Lilás do Metrô de São Paulo.
A Estação Guarulhos–Cecap fica localizada na altura do quilômetro 3 da Rodovia Hélio Smidt, ao lado da pista sentido São Paulo, no bairro do Parque Cecap. A estação fica próxima ao Terminal Turístico Rodoviário de Guarulhos e ao Hospital Geral de Guarulhos.
A estação também é uma das paradas intermediárias do serviço Expresso Aeroporto da Linha 13 - Jade. Esse serviço interliga o Terminal Intermodal Palmeiras-Barra Funda, passando pela Estação da Luz, com destino a Estação Aeroporto–Guarulhos.

## Características
Estação elevada com mezanino de conexão no piso inferior e uma plataforma central no piso superior, estrutura do corpo da estação em concreto aparente e estrutura da cobertura em ligas metalicas. O acesso principal é através de uma passarela que liga o corpo da estação ao Terminal Turístico Rodoviário de Guarulhos e ao Corredor Metropolitano da EMTU. A sua capacidade é de até setenta mil passageiros por dia. A previsão é de que a Linha 13–Jade receba diariamente 120 mil passageiros.
| Sigla | Estação         | Inauguração         | Integração                                                              | Plataforma | Posição | Notas |
| ----- | --------------- | ------------------- | ----------------------------------------------------------------------- | ---------- | ------- | ----- |
| GCE   | Guarulhos–Cecap | 31 de março de 2018 | Bilhete Único da SPTrans Corredor Norte da EMTU Rodoviária de Guarulhos | Central    | Elevada |       |

## Antiga Possibilidade de Integração
Durante o período de obras da Linha 13-Jade, era esperada uma possível integração com uma antiga versão do projeto da Linha 14-Ônix, que partiria da estação rumo ao ABC Paulista. Não há detalhes técnicos específicos sobre como a integração seria executada, mas o projeto aparece em documentos oficiais da CPTM e da STM. Atualmente, o projeto de integração nessa estação foi descartado, e a Linha 14-Ônix partirá da futura estação Bonsucesso.